# Marosvári Attila
Marosvári Attila (Makó, 1961. április 22.) magyar történész-muzeológus.

## Életpályája
Szülei Marosvári Mihály és Takács Ilona. 1980–1984 között a Juhász Gyula Tanárképző Főiskola magyar–történelem szakos hallgatója volt. 1984–1986 között a makói Galamb József Szakképző Iskola tanára volt. 1986–1994 között a szegedi Móra Ferenc Múzeum történész-muzeológusa volt. 1989–1992 között az ELTE BTK történelem szakán tanult. 1994-ben valamint 1998-ban az SZDSZ országgyűlési képviselőjelöltje volt. 1994–1998 között, valamint 2007 óta Makó alpolgármestere. 1998–2006 között a Csongrád Megyei Közgyűlés alelnöke, majd tagja volt. 2006–2007 között a szegedi Móra Ferenc Múzeum történész-főmuzeológusa volt.

## Magánélete
1984-ben házasságot kötött Deák Zsuzsannával. Három gyermekük született; Péter (1987) valamint Zita és Noémi (1991).

## Művei
- A magyar cserkészet története (1988)
- Kataklizma. Berkeszi István első világháborús naplója (1989)
- A szervezett iparoktatás története Makón (1993)
- Szétszórt árvalányhaj. A külföldi magyar cserkészet 50 éve (szerkesztő, 1995)
- A kiszombori rotunda (2000)
- Három folyó mentén. Csongrád megye millenniumi albuma (társszerkesztő, 2001)
- A magyar cserkészet az emigrációban 1945 és 1956 között (2004)
- A makói kistérség (2005)
- 1956. Forradalom és restauráció a makói járás falvaiban. (2006)
- Kiszombor története I.-II. (szerkesztette, 2008)
- Marosvári Attila–Sipos György: A kiszombori Rónay-kastély; Móra Ferenc Múzeum, Szeged, 2009
- A kiszombori rotunda; 2. bőv. kiad.; Kiszombor Község Önkormányzata Képviselő-testülete, Kiszombor, 2014
- Marosvári Attila. Vérengzés Apátfalván (1919. június 23–24.) – Erőszak, ellenállás és megtorlás a román katonai megszállás idején (pdf), Clio Kötetek 6. (magyar nyelven), Budapest: Clio Intézet. ISBN 978-615-6231-04-8 (2021). Hozzáférés ideje: 2022. január 14.

## Díjai
- Kiszombor díszpolgára (2023)